# Taishan Shuiku (reservoar i Kina, Jiangxi)
Taishan Shuiku är en reservoar i Kina. Den ligger i provinsen Jiangxi, i den sydöstra delen av landet, omkring 150 kilometer söder om provinshuvudstaden Nanchang. Taishan Shuiku ligger 98 meter över havet. Arean är 0,65 kvadratkilometer. I omgivningarna runt Taishan Shuiku växer huvudsakligen savannskog. Den sträcker sig 1,4 kilometer i nord-sydlig riktning, och 1,6 kilometer i öst-västlig riktning.
Genomsnittlig årsnederbörd är 2 089 millimeter. Den regnigaste månaden är juni, med i genomsnitt 356 mm nederbörd, och den torraste är oktober, med 23 mm nederbörd.